# Marathon van Kassel
De marathon van Kassel, ook bekend als de Kassel-Marathon (officieel EAM Kassel Marathon) is een hardloopwedstrijd die sinds 2007 in Kassel wordt gehouden. De wedstrijd gaat over een afstand van 42,195 kilometer. Snelwandelen, handbiken en een kindermarathon (4,2195 kilometer) zijn ook onderdelen van de hardloopwedstrijd. De wedstrijd wordt georganiseerd door PSV Grün-Weiß Kassel en AS-Event GmbH.

## Statistiek

### Winnaars en winnaressen
| Editie | Datum             | Tijd    | Winnaar              | Land | Tijd    | Winnares           | Land |
| ------ | ----------------- | ------- | -------------------- | ---- | ------- | ------------------ | ---- |
| 13     | 15 september 2019 | 2:12.37 | Edwin Kosgei         | KEN  | 2:38.21 | Brendah Kebeya     | KEN  |
| 12     | 16 september 2018 | 2:12.52 | Edwin Kosgei         | KEN  | 2:36.44 | Brendah Kebeya     | KEN  |
| 11     | 1 oktober 2017    | 2:27.39 | Maciek Miereczko     | GER  | 2:39.30 | Daisy Langat       | KEN  |
| 10     | 18 september 2016 | 2:15.46 | Edwin Kosgei         | KEN  | 2:42.14 | Sintayehu Kibebo   | ETH  |
| 9      | 17 mei 2015       | 2:14.13 | Kiprotich Kirui      | KEN  | 2:37.49 | Simret Restle      | GER  |
| 8      | 4 mei 2014        | 2:14.10 | Kiprotich Kirui      | KEN  | 2:43.59 | Caroline Kwambai   | KEN  |
| 7      | 12 mei 2013       | 2:15.21 | Hosea Kiplagat Tuei  | KEN  | 2:38.40 | Zerfe Worku Boku   | ETH  |
| 6      | 20 mei 2012       | 2:14.47 | Joseph Daudi         | TAN  | 2:35.23 | Salome Biwott      | KEN  |
| 5      | 22 mei 2011       | 2:13.00 | Julius Muriuki       | KEN  | 2:40.01 | Jacquline Nyetipei | KEN  |
| 4      | 16 mei 2010       | 2:12.55 | Joel Chepkopol       | KEN  | 2:38.53 | Ecler Loywapet     | KEN  |
| 3      | 10 mei 2009       | 2:13.11 | Joseph Biwott        | KEN  | 2:37.36 | Ecler Loywapet     | KEN  |
| 2      | 1 juni 2008       | 2:15.36 | Pharis Irungu Kimani | KEN  | 2:40.24 | Beatrice Omwanza   | KEN  |
| 1      | 10 juni 2007      | 2:16.50 | Francis Kiprop       | KEN  | 2:42.21 | Beatrice Omwanza   | KEN  |